# Mark O’Shea

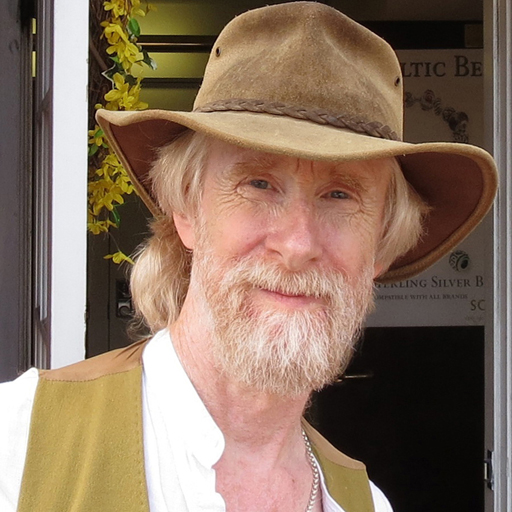
Mark O’Shea in New England (2014)

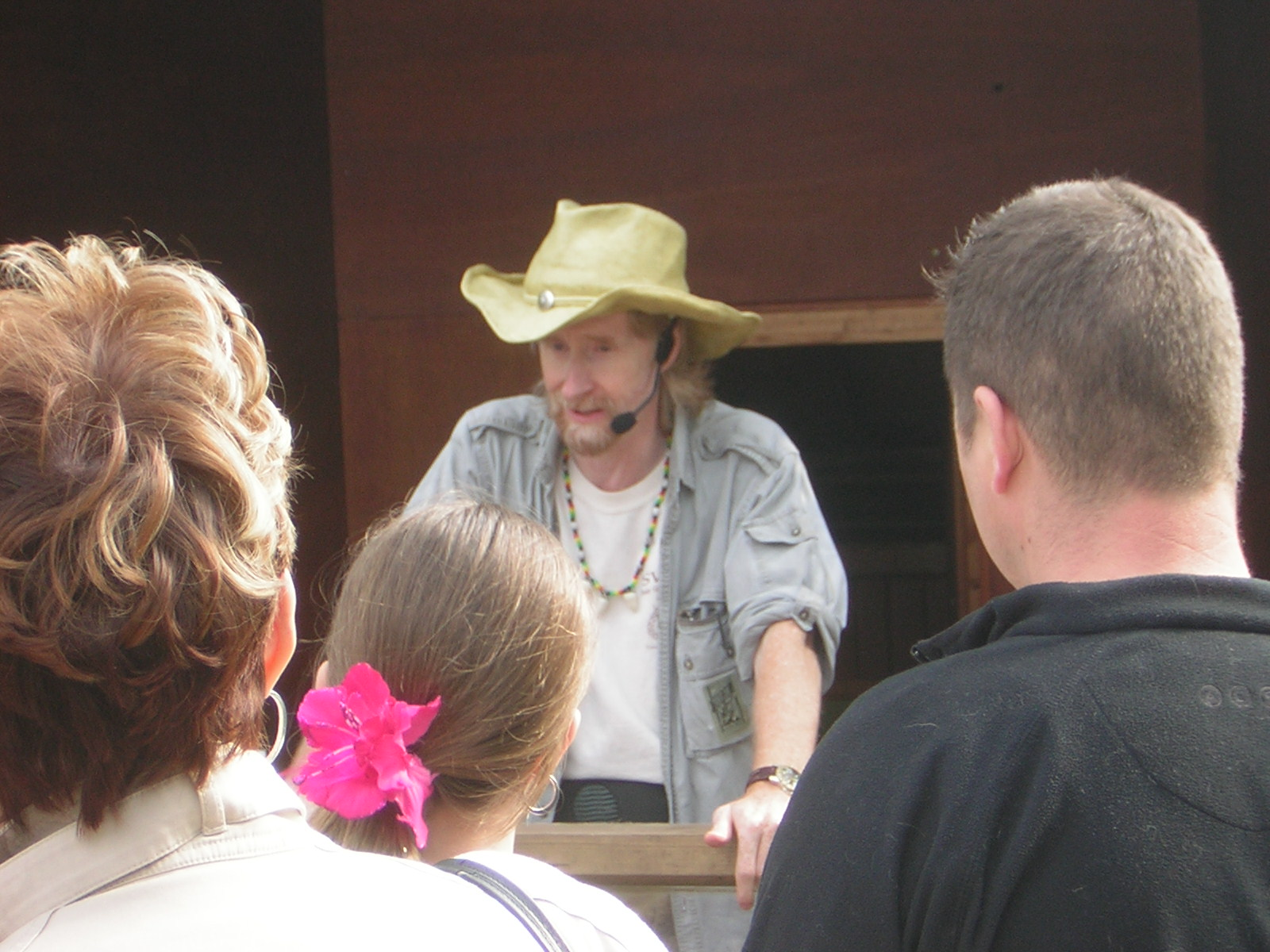
Mark O’Shea im West Midland Safari Park (2005)

Mark Timothy O’Shea MBE, FLS (* 9. Mai 1956 in Wolverhampton) ist ein britischer Herpetologe, Fotograf, Autor, Dozent und Fernsehmoderator. Er ist international als Moderator der Dokumentarreihe O’Shea’s Big Adventure bekannt, die von 1999 bis 2003 im Sender Animal Planet ausgestrahlt wurde. O’Shea gilt als einer der weltweit renommiertesten Experten für Giftschlangen.

## Leben
O’Shea arbeitete nach seinem Schulabschluss in der Notaufnahme eines großen Krankenhauses. Anschließend ging er auf eine Berufsfachschule, wo er weitere Qualifikationen erlangte. Er wollte dann den Lehrerberuf ergreifen, eine Änderung der Umstände führte jedoch dazu, dass er 1981 am Polytechnic of Wolverhampton ein Studium für Angewandte Wissenschaft begann, das er 1985 mit einem Bachelor of Science abschloss. Seit September 2018 ist er Professor an der University of Wolverhampton.
1978 begann er seine herpetologische Feldforschung, die ihn in rund 50 Länder auf sechs Kontinenten führte. Sein besonderes Interesse gilt jedoch den Schlangen von Neuguinea und Wallacea. Er war zwischen 1987 und 1988 sieben Monate lang Herpetologe des Maracá Rainforest Project der Royal Geographical Society im Territorium von Roraima, Nordbrasilien, und von 1985 bis 1986 sowie von 1989 bis 1992 Mitglied des wissenschaftlichen Leitungsstabs der Operation Raleigh und Discovery Expeditions in Papua-Neuguinea. In den 1990er Jahren setzte er die Feldforschung in dem Land als Mitglied des Nuffield Department of Clinical Medicine der Universität Oxford im Bereich Schlangenbisse fort und forscht seit 2006 an der Australian Venom Research Unit (AVRU), die ihren Sitz in der Abteilung für Pharmakologie der Universität Melbourne hat. Im selben Jahr entwarf er für die Post von Papua-Neuguinea einen Satz von sechs Briefmarken mit dem Titel The Dangerous Snakes of Papua New Guinea. Die Einführung dieser Briefmarken fiel mit den Schlangenbiss-Workshops und der Feldforschung zusammen, die O’Shea und seine Kollegen von der AVRU in diesem Land durchführten.
O’Shea war auch an der Tropenforschungsinitiative am Victor Valley College in Victorville, Kalifornien, beteiligt, die von Hinrich Kaiser initiiert und geleitet wurde. Hauptziel des Projekts war es, die erste herpetologische Untersuchung von Timor-Leste durchzuführen und einheimischen Forschern und Studenten Bildungs- und Forschungsmöglichkeiten in ihrem Land zu bieten. Ein weiteres Ziel war es, die politischen Entscheidungsträger der Regierung zu unterstützen und die Bürger Timor-Lestes in Fragen des Naturschutzes und der Nachhaltigkeit aufzuklären. Im Rahmen der Forschungsarbeiten wurde eine wesentlich größere Vielfalt an Amphibien und Reptilien festgestellt als bisher bekannt war.
O’Shea war von 1987 bis 2002 Kurator für Reptilien im West Midland Safari & Leisure Park, von 2000 bis 2019 war er beratender Kurator für Reptilien.
O’Shea gehört zu den Erstbeschreibern der Arten Toxicocalamus ernstmayri, Cyrtodactylus celatus, Cylindrophis subocularis, Stegonotus nancuro, Stegonotus ayamaru, Toxicocalamus pumehanae, Stegonotus aplini und Stegonotus caligocephalus.
O’Shea war Moderator der populären Wildlife-Dokumentarserie O’Shea’s Big Adventure, die in vier Staffeln von 1999 bis 2003 im Sender Animal Planet ausgestrahlt wurde und 34 Folgen umfasste. Die Dreharbeiten führten ihn in 24 Länder auf sechs Kontinenten, wobei jede Region in einer eigenen Staffel behandelt wurde. In der ersten Staffel ging es um Nord- und Südamerika, in der zweiten um Australasien und den Pazifik, in der dritten um Südasien und Südostasien und in der vierten um Afrika und Südamerika. Insgesamt gab es Aufnahmen von 650 Reptilien- und Amphibienarten.

## Ehrungen und Dedikationsnamen
1995 wurde O’Shea zum Mitglied der Royal Geographical Society gewählt. 1999 wurde er internationales Mitglied des Explorers Club of New York. 2001 wurde ihm von der University of Wolverhampton der Ehrendoktortitel (DSc) verliehen. Im Jahr 2010 wurde O’Shea zum Fellow der Linnean Society of London gewählt. Im Oktober 2020 wurde ihm im Rahmen der Queen’s Birthday Honours für seine Verdienste um die Hochschulbildung, Zoologie, den Reptilienschutz und die Schlangenbissforschung der Order of the British Empire (MBE) zuerkannt, aufgrund der COVID-19-Pandemie fand die Verleihung jedoch erst im November 2021 statt. 2018 benannten Max Kieckbusch, Felix Mader, Hinrich Kaiser und Sven Mecke die Boano-Walzenschlange (Cylindrophis osheai) zu Ehren von Mark O’Shea.

## Schriften (Auswahl)
- mit Tim Halliday: Dorling Kinderlsey Handbook: Reptiles and Amphibians, 1991
- A Guide to the snakes of Papua New Guinea: The first comprehensive guide to the snake fauna of Papua New Guinea, 1996
- Venomous Snakes of the World (2005, mit neuen Auflagen in den Jahren 2008 und 2011, deutsch: Giftschlangen – Alle Arten der Welt in ihren Lebensräumen. Franckh-Kosmos Verlag, Stuttgart 2006)
- Boas and Pythons of the World, 2007
- The Book of Snakes: A life-size guide to six hundred species from around the world, 2018
- Lizards of the World: A Guide to Every Family, 2021